# Muhammad Ali (boxe anglaise, 1996)
Pour les articles homonymes, voir Mohammed Ali.
Muhammad Ali, né le 20 juin 1996, est un boxeur britannique qui a participé aux Jeux européens de 2015 et aux Jeux olympiques d'été de 2016.

## Carrière
Muhammad Ali s'entraîne à Bury, en Angleterre, dans le même gymnase qu'Amir Khan avec le coach Mike Jelly. Il participe à des compétitions internationales depuis 2009.
En 2014, il perd la finale du championnat jeunes de boxe amateur face à Shakur Stevenson. Il obtient alors la médaille d'argent. Il est ensuite sélectionné dans l'équipe de Grande-Bretagne pour les Jeux olympiques de la jeunesse d'été de 2014 dans la catégorie des moins de 52 kilos, où il obtient la médaille de bronze.
L'année suivante, il s'incline en quart de finale des championnats du monde de boxe amateur 2015. Plus tard dans l'année, il participe aux Jeux européens de 2015 mais il est éliminé dès le second tour préliminaire. Il est sacré champion de Grande-Bretagne de boxe amateur un peu plus tard.
En 2016, il participe aux Jeux olympiques d'été de 2016 à Rio de Janeiro, où il s'incline en huitièmes de finale face au boxeur vénézuélien Yoel Finol.

## Référence
1. ↑  (en) Résultats des championnats du monde de boxe amateur 2015 (amateur-boxing.strefa.pl)
2. ↑  (en) « MUHAMMAD ALI – 52KG », sur Association internationale de boxe amateur, 2016 (consulté le 13 juin 2018).